# Ercole Carzino
Ercole Carzino (Sampierdarena, 9 de octubre de 1901 - Sampierdarena, 30 de enero de 1980) fue un futbolista profesional, y director técnico italiano. Hermano menor de Enrico y Alfredo .
Fue un destacado futbolista, reconocido por su habilidad en el juego aéreo dentro del fútbol. Se le atribuye la invención de la palomita en 1923. Durante la década de 1920, lideró a la Sampierdarenese (actual Sampdoria) hacia la élite del fútbol italiano. En 1919, logró el ascenso a la máxima categoría, alcanzó el subcampeonato de la Serie A en la temporada 1921-1922 y obtuvo el tercer puesto en la siguiente. Además, participó en varios campeonatos internacionales en Europa.
Tras la desintegración del club bajo el régimen fascista, Ercole regresó como director técnico, consiguiendo el campeonato de la Serie C, el ascenso a la Serie B, y finalmente, el título de la Serie B, asegurando el retorno del equipo a la máxima categoría. Bajo su liderazgo, la Sampdoria se mantuvo constantemente en la élite del fútbol italiano.

## Biografía
Hijo de Luigi, primo de Giovanni Carzino que fue hijo de Carlos Carzino, nacido en San Salvatore Monferrato en 1862, obrero afiliado a la Sociedad Obrera de Socorro Mutuo Universal (que fue una de las dos sociedades que permitieron el nacimiento de la Ginnastica Sampierdarenese), Ercole era el hermano menor de Enrico, también futbolista, y de Alfredo (nacido en 1899), partisano de la División Garibaldi "Cichero", caído el 22 de diciembre de 1944.

## Características técnicas

### Jugador
Era zurdo pero se defendía bien también con la derecha. El incansable Carzino, como lo llamaban en los periódicos Stampa y Littorale, era un futbolista combativo, con mucha rudeza, técnica y resistencia, que jugó principalmente como centrocampista de apoyo y mediocentro izquierdo. También jugó algunos partidos como delantero con la camiseta del Imperia y en su regreso a la Sampierdarenese.
Era particularmente hábil en el juego aéreo, tanto que fue apodado en España como el cabezon conocido internacionalmente por jugar el torneo Europeo en San Sebastián, los juegos olimpicos del 1924, y más partidos internacionales contra Valencia. Magnífico animador de sus compañeros de línea, Carzino vistió la camiseta de la Sampierdarenese, de la que fue capitán durante mucho tiempo.

## Trayectoria
Con la camiseta de la Sampierdarenese, Ercole Carzino debutó de forma oficial contra la Spes el 12 de octubre de 1919, en un partido que ganaron 1-0, asegurando su clasificación a la máxima división del fútbol italiano. A los 17 años, Carzino ya mostraba su talento en la Primera Categoría. Para el año 1921, a la edad de 20 años, debutó en la selección nacional italiana y rápidamente se convirtió en su capitán. Durante la temporada 1921/22, la Sampierdarenese llegó a la final del campeonato, perdiendo frente al Sportiva Novese. El arbitraje favoreció considerablemente a la Novese, y fue tan cuestionado que hasta el diario de Cremona (neutral) narró los hechos objetivamente.
El 18 de noviembre de 1923, Carzino marcó dos goles contra la Juventus. El primero fue a los 8 minutos del segundo tiempo, y el segundo, de penal, a los 26 minutos, aunque el equipo terminó perdiendo 3-2. Carzino enfrentó a la Juventus en un total de siete partidos. En 1926, en un encuentro contra la Cremonese, anotó dos goles en una victoria por 2-0, aunque una lesión lo dejó fuera del segundo tiempo.
Posteriormente, la Sampierdarenese fue renombrada como La Dominante, bajo las políticas del régimen fascista que buscaban fusionar equipos locales para reducir rivalidades y asegurar la presencia de más ciudades en el campeonato nacional. Con La Dominante, Carzino jugó 10 partidos en la primera temporada de Serie A. En la segunda temporada, después de recuperarse de una lesión, volvió a jugar el 21 de abril de 1929, marcando un gol a los 13 minutos del partido.
Más tarde, Carzino se unió al A.S.P Imperia, un equipo de cuarta división ubicado cerca de su residencia. Allí asumió el doble rol de jugador y director técnico, y en dos temporadas logró ascender al equipo a la tercera división por primera vez en su historia.
Con el resurgimiento de la Sampierdarenese, Carzino regresó como director técnico, logrando el ascenso a la Serie B y participando en seis partidos más. Su último partido fue una victoria por 4-0 contra Pavia, asegurando su ascenso. Se despidió del equipo tras la temporada siguiente, dejando a la Sampierdarenese en la mitad de la tabla.
Después de 1933, continuó su carrera dirigiendo equipos de Génova en la Serie C. Con la Sestrese, un equipo desconocido a nivel nacional, alcanzó los dieciseisavos de la Copa Italia 1936-37, perdiendo contra el Napoli por 5-2. También llegó a la final del campeonato de la Serie C, aunque no consiguió el ascenso.

## Clubes
| Club            | País   | Año       |
| --------------- | ------ | --------- |
| Sampierdarenese | Italia | 1918-1927 |
| La Dominante    | Italia | 1927-1929 |
| A.S.P Imperia   | Italia | 1929-1931 |
| Sampierdarenese | Italia | 1931-1933 |

## Estadísticas
- Actualizado el 27 de septiembre de 2014.[8]

| Club | Div           | Temporada     | Liga  | Liga     | Copas nacionales(1) | Copas nacionales(1) | Torneos internacionales(2) | Torneos internacionales(2) | Total | Total    |
| Club | Div           | Temporada     | Part. | Goles(3) | Part.               | Goles(3)            | Part.                      | Goles(3)                   | Part. | Goles(3) |
| --- | ------------- | ------------- | ----- | -------- | ------------------- | ------------------- | -------------------------- | -------------------------- | ----- | -------- |
| Sampierdarenese · Italia |               |               |       |          |                     |                     |                            |                            |       |          |
| 1.ª | 1919-1920     | 8             | 0     | 4        | 1                   | -                   | -                          | 13                         | 1     |          |
| 1.ª | 1920-1921     | 14            | 2     | 7        | 3                   | -                   | -                          | 21                         | 5     |          |
| 1.ª | 1921-1922     | 16            | 4     | 7        | 1                   | 1                   | 0                          | 24                         | 5     |          |
| 1.ª | 1922-1923     | 22            | 3     | 12       | 2                   | 3                   | 0                          | 36                         | 5     |          |
| 1.ª | 1923-1924     | 16            | 4     | 10       | 1                   | 5                   | 0                          | 31                         | 5     |          |
| 1.ª | 1924-1925     | 21            | 1     | 5        | 0                   | 4                   | 0                          | 30                         | 1     |          |
| 1.ª | 1925-1926     | 21            | 1     | 7        | 0                   | -                   | -                          | 28                         | 1     |          |
| 1.ª | 1926-1927     | 17            | 3     | 5        | 2                   | -                   | -                          | 22                         | 5     |          |
| 1.ª | 1927-1928     | 10            | 0     | 12       | 1                   | -                   | -                          | 22                         | 1     |          |
| 1.ª | 1928-1929     | 17            | 1     | -        | -                   | -                   | -                          | 17                         | 1     |          |
| Total club | Total club    | 162           | 19    | 69       | 11                  | 13                  | 0                          | 244                        | 30    |          |
| Imperia · Italia |               |               |       |          |                     |                     |                            |                            |       |          |
| 4.ª | 1929-1930     | 20            | 5     | 1        | 0                   | -                   | -                          | 21                         | 5     |          |
| 3.ª | 1930-1931     | 21            | 9     | -        | -                   | -                   | -                          | 21                         | 9     |          |
| Total club | Total club    | 41            | 14    | 1        | 0                   | -                   | -                          | 42                         | 14    |          |
| Sampierdarenese · Italia |               |               |       |          |                     |                     |                            |                            |       |          |
| 3.ª | 1931-1932     | 1             | 0     | 11       | 1                   | -                   | -                          | 12                         | 1     |          |
| 2.ª | 1932-1933     | 0             | 0     | 5        | 0                   | -                   | -                          | 5                          | 0     |          |
| Total club | Total club    | 1             | 0     | 16       | 1                   | -                   | -                          | 17                         | 1     |          |
| Total carrera | Total carrera | Total carrera | 204   | 33       | 86                  | 12                  | 13                         | 0                          | 303   | 45       |
| (1) Incluye datos de Copa Italiana y Copas amistosas. (2) Incluye amistosos internacionales y campeonatos amistosos internacionales. (3)Los goles indicados en la tabla se refiere a goles encajados. |               |               |       |          |                     |                     |                            |                            |       |          |

## Selección nacional
Ercole Carzino debutó en la selección italiana el 6 de noviembre de 1921 en un amistoso contra Suiza, consolidándose como un jugador clave en la defensa. Fue convocado para los Juegos Olímpicos de 1924 en París, siendo el primer jugador de la Sampdoria, entonces Sampierdarenese, en representar a Italia a nivel internacional. Su inclusión en el equipo nacional fue gracias a Vittorio Pozzo, un visionario entrenador que reconoció en Carzino un talento excepcional para el fútbol, especialmente en el juego aéreo y su capacidad defensiva.
Carzino no solo destacó en competencias oficiales, sino que también participó en varios partidos amistosos con la selección italiana contra clubes locales y equipos internacionales, fortaleciendo su reputación como un defensor confiable y versátil. Su trayectoria en la selección italiana sirvió de inspiración para futuros jugadores de la Sampdoria, estableciendo un legado de excelencia y compromiso con el fútbol italiano.

## Citas
«(...) diremos también que es muy difícil ver a un individuo ocupar su posición con tanta constancia, interceptando y devolviendo con calma y una impresionante seguridad.»
(La Stampa, 9 de abril de 1923)
«La Sampierdarenese salió al campo sin su mejor hombre, Carzino II, y aunque carecía de su ayuda, supo merecidamente conseguir la victoria.»
(La Stampa, 11 de febrero de 1924)
«La elasticidad de la línea atacante ligur se despliega con una sucesión de acciones colectivas e individuales, respaldadas eficazmente por el centro de apoyo Carzino, quien ha sido un colaborador constante y valioso en el juego.»
(La Gazzetta dello Sport, 7 de diciembre de 1925)
«Carzino, Grabbi, Raggio y Montaldo son indudablemente jugadores de gran valor que, junto a los demás, forman esa escuadra característica por su juego impetuoso, eficaz y combativo, con una resistencia envidiable.»
(Littoriale, 1928)
«Antes de que naciera la Samp, ¿a quién apoyaba? A la Sampierdarenese. Mi ídolo era Ercole Carzino.»
(Nonno Pietro Zino a sus 107 años de edad, Il Secolo XIX, 6 de julio de 2016)

## Palmarés

### Campeonatos nacionales
| Título      | Club            | País   | Año       |
| ----------- | --------------- | ------ | --------- |
| Serie B     | Sampierdarenese | Italia | 1918-1919 |
| 2.º Serie A | Sampierdarenese | Italia | 1921-1922 |
| Serie C2    | A.S.P Imperia   | Italia | 1929-1930 |
| Serie C     | Sampierdarenese | Italia | 1931-1932 |
| Serie B     | Sampierdarenese | Italia | 1933-1934 |

### Copas internacionales
| Título               | Club            | País   | Año  |
| -------------------- | --------------- | ------ | ---- |
| Torneo San Sebastián | Sampierdarenese | España | 1923 |